# 牛嶋俊一郎
牛嶋 俊一郎（うしじま しゅんいちろう）は、日本の経済企画官僚、経済学者。元経済企画庁総合計画局長、埼玉大学経済学部教授。1997年から1年間、ロシア経済省に外国政府関係者として初めて派遣され、経済改革支援に従事した。

## 経歴・人物
長崎県出身。長崎県立長崎東高等学校を経て、1971年に東京大学経済学部経済学科卒業後、経済企画庁に入庁。官庁エコノミストとしての活動に加えて、経済協力開発機構（OECD）エコノミストや同日本代表部参事官などを務め、国際経験を積んだ。こうした経歴を買われ、ロシア経済省からの要請に応える形で1997年に同省顧問として派遣された。任期中には金融政策や地下経済に関する推計を行ったほか、財政投融資システムの導入を提案した。帰国後、経済企画庁総合計画局長や内閣府経済社会総合研究所次長、OECD経済政策委員会副議長などを歴任し、2004年9月に退官。退職後は電通顧問を務めたほか、東京経済大学、埼玉大学で教鞭を執った。

## 略歴
- 1971年6月 - 東京大学経済学部経済学科卒業
- 1971年7月 - 経済企画庁入庁[4]
- 1971年8月 - 経済企画庁調査局統計課[4]
- 1973年9月 - 経済企画庁物価局物価政策課[4]
- 1975年6月 - 経済企画庁総合計画局産業班[4]
- 1977年4月 - OECD事務局エコノミスト
- 1981年8月 - 経済企画庁国民生活局消費者行政第一課長補佐
- 1983年6月 - 大蔵省主計局主計官補佐（調整係、総理府係主査）
- 1986年6月 - 経済企画庁調整局OTO対策官
- 1988年6月 - OECD日本代表部参事官
- 1991年12月 - 経済企画庁物価局物価調整課長
- 1993年6月 - 国土庁計画調整局計画課長
- 1996年1月 - オーストラリア国立大学豪日研究センター客員研究員
- 1996年6月 - 経済企画庁物価局審議官
- 1997年5月 - ロシア経済省顧問
- 1998年6月 - 経済企画庁総合計画局審議官
- 1999年8月 - 経済企画庁総合計画局長
- 2001年1月 - 内閣府経済社会総合研究所次長、経済財政担当大臣国際経済アドバイザー
- 2002年4月 - OECD経済政策委員会副議長
- 2004年9月 - 内閣府経済社会総合研究所顧問
- 2005年1月 - 電通顧問（ - 2009年1月）
- 2007年4月 - 東京経済大学非常勤講師（ - 2010年3月）
- 2009年4月 - 埼玉大学経済学部教授
- 2013年3月 - 埼玉大学定年退職

## 著訳書
- 『OECD日本経済白書2007』 共訳、OECD編、中央経済社、2007年
- 『OECD対日経済審査報告書2009年版』 共訳、OECD編著、明石書店、2010年